# Melipotis turbata
Melipotis turbata är en fjärilsart som beskrevs av Walker 1857. Melipotis turbata ingår i släktet Melipotis och familjen nattflyn. Inga underarter finns listade i Catalogue of Life.